# 인플레이터블 캐슬

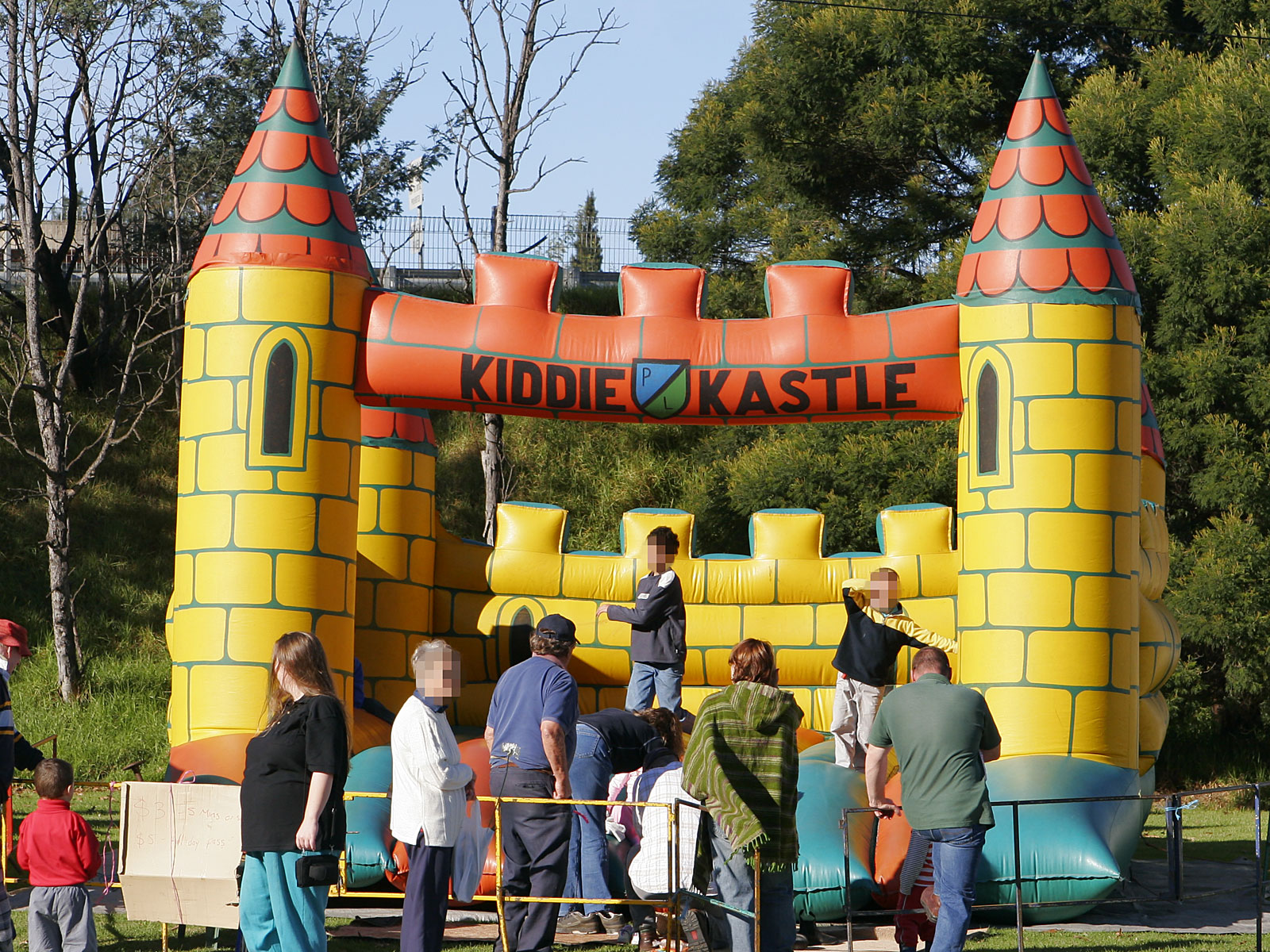

인플레이터블 캐슬(inflatable castle)은 뒷마당 및 블록 파티 기능, 학교 및 교회 축제, 마을 축제를 위해 임대하고 레크리에이션 목적으로 사용되는 임시 팽창식 구조 및 건물 및 유사한 품목이다. 이러한 장치의 사용이 증가함에 따라 풍선 슬라이드, 풍선 워터 슬라이드, 장애물 코스, 대형 게임, 카니발 게임 등을 포함하는 렌탈 산업이 탄생했다.
인플레이터블 캐슬은 볼풀과 마찬가지로 특정 감각 장애가 있는 어린이에게 치료적 가치가 있는 것으로 제안되었다.